# Instituto Federal de Sergipe
O Instituto Federal de Educação, Ciência e Tecnologia de Sergipe foi criado, de acordo com o Projeto de lei
3775/2008, mediante integração do Centro Federal de Educação Tecnológica de Sergipe e da Escola Agrotécnica Federal de São Cristóvão. Sua Reitoria está instalada em Aracaju. O Instituto Federal é composto pela seguinte estrutura: Reitoria, Campus Aracaju, Campus Estância, Campus Itabaiana, Campus Lagarto, Campus Nossa Senhora da Glória, Campus São Cristóvão, Campus Socorro, Campus Tobias Barreto, Campus Poço Redondo (em construção) e Campus Propriá.
A Instituição foi fundada em 1909 e já possuiu vários nomes: do lado do ensino técnico industrial, as denominações foram Escola de Aprendizes e Artífices, Liceu Industrial de Aracaju, Escola Industrial de Aracaju, Escola Técnica Federal de Sergipe, Unidade Descentralizada de Lagarto e Centro Federal de Educação Tecnológica; já no ensino técnico agrícola, as nomenclaturas foram Patronato São Maurício, Patronato de Menores Francisco de Sá, Patronato de Menores Cyro de Azevedo, Aprendizado Agrícola de Sergipe, Aprendizado Agrícola Benjamin Constant, Escola de Iniciação Agrícola Benjamin Constant e Escola Agrotécnica Federal de Sergipe. Durante muito tempo, os caminhos institucionais do ensino técnico industrial e do técnico agrícola foram separados em Sergipe. Porém, desde 2008, os dois caminhos se uniram em torno de apenas um nome: Instituto Federal de Sergipe (IFS).
De acordo com a revista Veja, veiculada em 9 de novembro de 2011, o IFS é a 10ª melhor instituição de ensino superior do Brasil, segundo dados em divulgação na matéria ‘Na rota da excelência’.
Outro dado de relevância sobre o IFS foi divulgado no final de 2015 pelo Ministério da Educação (MEC). De acordo com as notas no Índice Geral de Cursos (IGC), o IFS aparece em primeiro lugar em Sergipe com conceito 4 na avaliação e como 6º melhor entre os Institutos Federais. A classificação também apontou o curso de Engenharia Civil do Campus Aracaju como o 7º melhor do país. Os resultados referem-se ao ciclo de avaliação de 2014 das instituições e dos cursos nas áreas de exatas, humanas e biológicas. 

## História
A história do Instituto Federal de Sergipe começa no início do século passado, no dia 23 de setembro de 1909, quando, por meio do Decreto n.º 7.566, o então presidente Nilo Peçanha criou 19 Escolas de Aprendizes Artífices, uma em cada Estado do país. Na década de 30, as instituições de ensino profissional sofrem a primeira mudança conceitual e de nomenclatura no Brasil. Em Sergipe, passa a se chamar Liceu Industrial de Aracaju. A seguir, novas transformações urbanas causadas pela crescente industrialização incentivaram a criação da Escola Industrial de Aracaju. 
Durante a ditadura militar surge a Escola Técnica Federal de Sergipe. A primeira cidade a ter uma unidade da escola técnica, fora de Aracaju, foi Lagarto. Inaugurada em 1994, possuía os cursos de Edificações, Eletromecânica e Informática.O primeiro passo em direção à interiorização do ensino veio no mesmo momento em que a instituição sofreria uma nova mudança: deixa de ser Escola Técnica Federal e torna-se Centro Federal de Educação Tecnológica, o Cefet, que passa a ofertar também cursos de nível superior. O primeiro foi Tecnologia em Saneamento Ambiental, em Aracaju. Os Cefets duraram aproximadamente dez anos e deram lugar aos Institutos Federais de Educação, Ciência e Tecnologia, nomenclatura utilizada até hoje. Desde cedo, a educação profissionalizante serviu como um atalho para impulsionar o estado economicamente e socialmente.

## Campus Aracaju
O Campus de Aracaju, instituído em 2009, e implantado na estrutura da antiga unidade sede do Cefet- SE, situa-se no bairro Getúlio Vargas, na cidade de Aracaju. É o maior campus, tanto em número de alunos, quanto de docentes e técnicos administrativos. Atualmente, o campus ofertas cursos na modalidade EAD e presenciais técnicos integrados ao ensino médio; técnicos subsequentes; cursos superiores de tecnologia, licenciaturas e bacharelado.
- Superior
  - Bacharelado em Engenharia Civil
  - Licenciatura em Matemática
  - Licenciatura em Química
  - Tecnologia em Análise e Desenvolvimento de Sistemas
  - Tecnologia em Gestão de Turismo
  - Tecnologia em Saneamento Ambiental

- Técnico
  - Integrado
    - Técnico em Alimentos
    - Técnico em Edificações
    - Técnico em Eletrônica
    - Técnico em Eletrotécnica
    - Técnico em Informática
    - Técnico em Química

  - Subsequente
    - Técnico em Alimentos
    - Técnico em Edificações
    - Técnico em Eletrônica
    - Técnico em Eletrotécnica
    - Técnico em Guia de Turismo
    - Técnico em Informática
    - Técnico em Petróleo e Gás
    - Técnico em Química
    - Técnico em Segurança do Trabalho

## Campus Estância
O Campus de Estância foi criado em 2011 e funcionou provisoriamente na antiga Escola de Comércio com o pioneiro curso de Eletrotécnica. Em 2014, foi implantado o curso superior de Engenharia Civil, o primeiro da região sul do estado de Sergipe. As novas instalações entraram em operação em outubro do mesmo ano.
- Superior
  - Bacharelado em Engenharia Civil

- Técnico
  - Integrado
    - Técnico em Edificações
    - Técnico em Eletrotécnica
    - Técnico em Sistemas de Energia Renovável

  - Subsequente
    - Técnico em Edificações
    - Técnico em Eletrotécnica

## Campus Glória
O Campus de Glória é fruto da segunda fase da expansão da Rede Federal e teve sua implantação autorizada em 2008. Seu funcionamento se iniciou em 2011, com o objetivo de oferecer cursos públicos de nível técnico e superior no alto sertão sergipano. Seu principal propósito é ofertar cursos e programas que possam possibilitar a qualificação técnica e a inclusão social da população.
- Superior
  - Tecnologia em Laticínios

- Técnico
  - Integrado
    - Técnico em Agropecuária

  - Subsequente
    - Técnico em Agroecologia
    - Técnico em Alimentos

## Campus Itabaiana
O Campus de Itabaiana foi instalado em 2011, com a missão de fornecer mão de obra qualificada para as empresas da região e ajudar a impulsionar a economia local. Desde o seu início, seu funcionamento está associado às necessidades de qualificação da região Agreste do estado.
- Superior
  - Bacharelado em Ciência da Computação
  - Tecnologia em Logística
- Técnico
  - Integrado
    - Técnico em Agronegócio
    - Técnico em Manutenção e Suporte em Informática

  - Subsequente
    - Técnico em Agronegócio

## Campus Lagarto
O Campus de Lagarto surgiu em 1995, com a Unidade Descentralizada de Ensino de Lagarto (UNED-Lagarto), com o objetivo de ofertar cursos técnicos para formar mão de obra qualificada nos setores produtivos da região centro-sul de Sergipe. Em 2008, com a criação dos institutos federais, a unidade de Lagarto tornou-se um campus do IFS, com a possibilidade de oferta de cursos superiores.
- Superior
  - Bacharelado em Arquitetura e Urbanismo
  - Bacharelado em Engenharia Elétrica
  - Bacharelado em Sistemas de Informação
  - Licenciatura em Física
- Técnico
  - Integrado
    - Técnico em Automação Industrial
    - Técnico em Edificações
    - Técnico em Eletromecânica
    - Técnico em Redes de Computadores

  - Subsequente
    - Técnico em Edificações
    - Técnico em Eletromecânica

## Campus Propriá
O Campus de Propriá surgiu do resultado da terceira fase de expansão da rede federal, com o intuito de implantar um campus do IFS no coração do conhecido Baixo São Francisco Sergipano. O seu principal objetivo é ir de encontro as reais necessidades do município e de toda a região em que está instalado.
- Superior
  - Tecnologia em Gestão da Tecnologia da Informação
- Técnico
  - Subsequente
    - Técnico em Manutenção e Suporte em Informática

## Campus São Cristóvão
O Campus de São Cristóvão, antes chamado de Escola Agrotécnica Federal de São Cristóvão, foi integrado juntamente com a UNED de Lagarto ao IFS com a promulgação da lei nº 11.892, de 29 de dezembro de 2008. Com predominância agrícola, o campus promove educação profissional nos cursos técnicos de nível médio e superior. É a única instituição no estado de Sergipe a disponibilizar regime de internato para alguns estudantes, fornecendo moradia e alimentação.
- Superior
  - Tecnologia em Agroecologia
  - Tecnologia em Alimentos
- Técnico
  - Integrado
    - Técnico em Agroindústria
    - Técnico em Agropecuária
    - Técnico em Aquicultura
    - Técnico em Manutenção e Suporte em Informática

  - Subsequente
    - Técnico em Agroindústria
    - Técnico em Agropecuária
    - Técnico em Manutenção e Suporte em Informática

## Campus Socorro
O Campus de Socorro também é resultante da terceira fase de expansão da rede federal, e tem por finalidade ampliar a oferta de cursos técnicos e superiores de excelência para a área onde está localizado. Iniciou suas atividades em agosto de 2017 tornado-se um importante marco para a formação profissional dos jovens do município e cidades circunvizinhas, pois contribui para o desenvolvimento educacional, tecnológico e social da região.
- Técnico
  - Subsequente
    - Técnico em Manutenção e Suporte em Informática

## Campus Tobias Barreto
O Campus de Tobias Barreto é outro resultante da terceira fase de expansão da rede federal. Implantado em 2014, oferece cursos técnicos integrados e subsequentes. Extremamente engajado na realização de diversos eventos como semana acadêmica, semana nacional de ciência e tecnologia, festejos juninos e campanhas de voluntariado e de conscientização. 
- Técnico
  - Integrado
    - Técnico em Comércio
    - Técnico em Desenvolvimento de Sistemas

  - Subsequente
    - Técnico em Comércio
    - Técnico em Informática